# Alena Hanáková
Alena Hanáková, née le 1er septembre 1958 à Zlín, est une femme politique tchèque.

## Biographie

### Formation et carrière
Elle a été surveillante d'internat entre 1977 et 1993, puis a étudié la pédagogie à l'université Palacký. Elle en ressort en 1998 et devient alors professeur dans le primaire, à Vizovice.

### Engagement politique
En 2002, elle est élue au conseil municipal de Vizovice et désignée adjointe au maire. Investie maire à la suite des élections municipales de 2006, elle entre au conseil régional de la Région de Zlín à l'occasion des élections régionales de 2008. Elle se présente aux élections législatives des 28 et 29 mai 2010, sur la liste du parti TOP 09, dont elle n'est pas membre, et remporte un siège à la Chambre des députés. Le 20 décembre 2011, elle est nommée ministre de la Culture. Le 10 juillet 2013, l'indépendant Jiří Balvín le remplace.